# Meranjat III
Meranjat III is een bestuurslaag in het regentschap Ogan Ilir van de provincie Zuid-Sumatra, Indonesië. Meranjat III telt 1281 inwoners (volkstelling 2010).